# Aminagan
Aminagan (persiska: اَمين آقان, اَميناغَن, اَمين آباد, سولیگان, Amīn Āqān, Sūlīgān) är en ort i Iran.   Den ligger i provinsen Qazvin, i den nordvästra delen av landet, 140 km väster om huvudstaden Teheran. Aminagan ligger 1 223 meter över havet och antalet invånare är 672.
Terrängen runt Aminagan är platt, och sluttar österut. Runt Aminagan är det ganska tätbefolkat, med 108 invånare per kvadratkilometer. Närmaste större samhälle är Tākestān, 16,1 km väster om Aminagan. Trakten runt Aminagan består till största delen av jordbruksmark.